# Oppido Mamertina
Oppido Mamertina község (comune) Calabria régiójában, Reggio Calabria megyében.

## Fekvése
A megye központi részén fekszik. Határai: Cosoleto, Platì, Rizziconi, San Procopio, Santa Cristina d’Aspromonte, Seminara, Sinopoli, Taurianova és Varapodio.

## Története
A 9. században alapították a szaracénok által elpusztított Mamertum helyén. Korabeli épületeinek nagy része az 1783-as calabriai földrengésben elpusztult. A 19. században nyerte el önállóságát, amikor a Nápolyi Királyságban felszámolták a feudalizmust.

## Népessége
A népesség számának alakulása:

## Főbb látnivalói
- San Giuseppe-templom
- Maria SS. delle Grazie-templom
- San Leone Magno-templom
- Divina Pastora-templom
- Katedrális
- San Nicola-templom